# Schaal van Mock
De schaal van Mock is een financiële schaal die beschrijvingen van ondernemingsresultaten weergeeft in percentages. Onduidelijke kwalificaties zoals een geringe winstgroei of belangrijke winststijging kunnen met behulp van de schaal van Mock worden geduid op een vaste bandbreedte. Zo is voor iedereen duidelijk wat er bedoeld wordt met deze bijvoeglijk naamwoorden.
De schaal is gemaakt door financieel journalist en PR-adviseur Harry Mock, die het concept in 1984 publiceerde in zijn boekje De zin van het jaarverslag. Hij ontdekte een verband tussen bepaalde kwalificaties van groei of –daling en vaste percentages.
De schaal van Mock is inmiddels een standaard geworden. Het verband dat Harry Mock ooit ontdekte, wordt nu door zijn "eigen" schaal bevestigd: percentages worden uitgedrukt via de schaal van Mock. Woordvoerders van diverse ondernemingen hanteren zijn schaal.
| Nederlandse term | Engelse term | Percentage   |
| ---------------- | ------------ | ------------ |
| fractioneel      | marginal     | 0-2%         |
| gering           | modest       | 2-4%         |
| licht            | limited      | 4-7%         |
| duidelijk        | marked       | 7-12%        |
| belangrijk       | significant  | 12-20%       |
| sterk            | strong       | 20-30%       |
| aanzienlijk      | considerable | 30-45%       |
| fors             | sharp        | meer dan 45% |

Een 'geringe stijging' is dus volgens de schaal van Mock een stijging van 2 tot 4 procent.